# واپوکومو (ویرجینیای غربی)
واپوکومو (به انگلیسی: Wappocomo) یک منطقهٔ مسکونی در ایالات متحده آمریکا است که در شهرستان همپشر، ویرجینیای غربی واقع شده‌است.